# Malangan

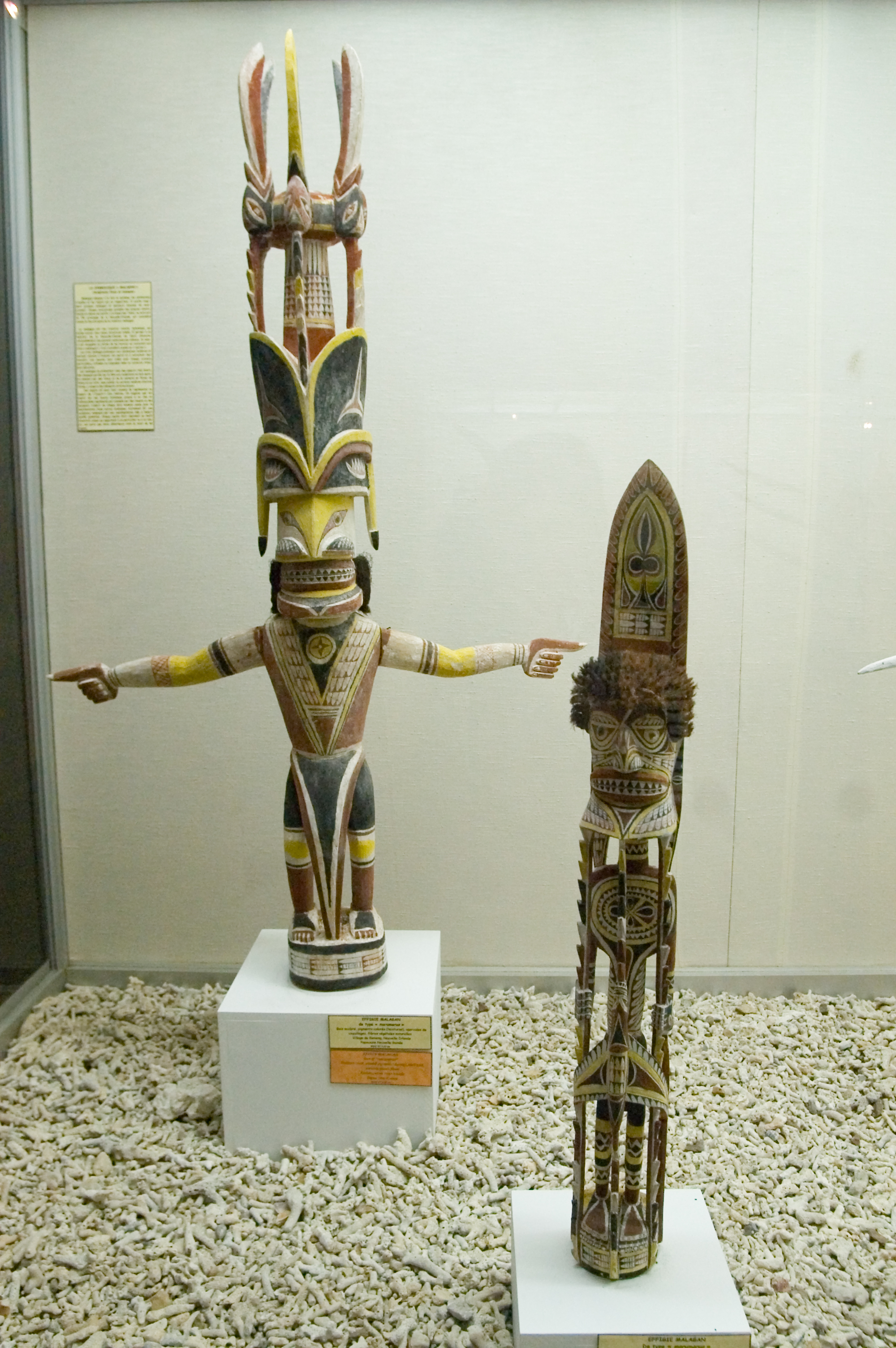
Malanganskulpturer från Papua Nya Guinea

Malangan är en högtidsrit med träfigurer som tillämpas i Nya Irland och närbelägna öar i Papua Nya Guinea.

## Malanganceremonin
Till en malanganceremoni för en död person tillverkas en malanganfigur till minne. Den noggrant utskurna skulpturen, eller dansmasken, ska i stiliserad form avspegla den dödes personlighet. När den var färdig visades den upp, respektive användes, vid ett tillfälle och förstördes sedan.
Malanganceremonier har överlevt på Nya Irland till nutid; figurerna säljs numera till utomstående snarare än att förstöras.
Skulptören Lenny Clarhäll har inspirerats av malanganskulpturer i flera konstverk, bland annat Malanganer på Konst på Hög i Kumla och Malangan i Marievik i Stockholm.

## Fotnoter
1. ↑  South Australian Museum Pacific Islander News La-sisi Malangan Canoe Arkiverad 4 mars 2016 hämtat från the Wayback Machine.